# 1950년 대한민국
이 문서는 1950년 대한민국에서 일어난 사건을 다룬다.

## 재임자
- 대통령 : 이승만
- 부통령 : 이시영

## 사건
- 1월 12일 - 미국의 국무장관 애치슨, 애치슨라인 발표.
- 3월 10일 - 국회에서 유상매입 유상분배 원칙의 농지개혁법안이 통과되었다.
- 5월 30일 - 대한민국 제2대 국회의원 선거.
- 6월 25일 - 한국전쟁: 조선민주주의인민공화국 공산군, 38선 전역에서 남침 개시. 6·25 전쟁 발발.
- 6월 28일 - 한국전쟁: 서울이 조선인민군에 점령.
- 6월 28일 - 한강 다리 폭파 사건 약 500-800명 사망
- 7월 20일 - 한국전쟁: 대한민국 정부, 대구에 임시수도를 둠.
- 8월 3일 - 한국전쟁: 다부동 전투 발생.
- 8월 18일 - 한국 전쟁: 대한민국의 임시 수도를 대구에서 부산으로 옮기다.
- 8월 28일 - 한국은행, 1차 화폐개혁(조선은행권 원:한국은행권 원 1:1) 단행.
- 9월 6일 - 국군, 여군 창설.
- 9월 15일 - 한국 전쟁: 06시를 기해 인천 월미도로 인천 상륙 작전을 개시하다.
- 9월 16일 - 한국 전쟁: 대한민국 국군과 유엔군, 낙동강 전선에서 조선민주주의인민공화국 조선인민군에 총반격 시작.
- 9월 28일 - 한국 전쟁: 국군과 유엔군, 서울 탈환. 이날 이승만 대통령은 한국군에 38선 이북 진격명령.
- 10월 1일 - 한국전쟁: 대한민국 국군 3 사단 26연대, 강원도 양양군서 한국전쟁 발발후 최초로 38선 넘어 북진.
- 10월 4일 - 주한 미군방송(AFKN) 라디오, 서울서 첫 전파 발사.
- 10월 7일 - 유엔 총회, 유엔군의 38선 이북 진격과 한국통일부흥위원단(UNCURK) 설치 결의.
- 10월 9일 - 한국전쟁: 조선민주주의인민공화국의 주요 기관과 단체 등을 평양에서 철수하면서 임시 수도를 강계로 정함.
- 10월 12일 - 한국 전쟁: 조선민주주의인민공화국의 김일성의 평양철수.
- 10월 19일 - 한국 전쟁: 대한민국 국군이 평양을 탈환.
- 11월 6일 - 한국 전쟁: 맥아더, 중국 월경(越境) 성명.
- 11월 26일 - 유엔한국통일부흥위원회(UNCURK) 일행 12명, 서울 도착.
- 12월 4일 - 한국전쟁: 대한민국 국군이 맨 마지막으로 평양을 철수하다.
- 12월 14일 - 한국전쟁: 흥남 철수작전 개시.(~ 24일까지)

## 탄생
- 1월 1일 - 가수 겸 기업가 허경영.
- 1월 19일 - 가수 겸 뮤지컬배우 이승규(탐 리).
- 1월 25일 - 대학 총장, 교육인 정영선.
- 1월 27일 - 배우 최종원.
- 2월 11일 - 가수 나훈아.
- 2월 16일 - 배우 이효춘.
- 2월 23일 - 성우 이종구.
- 3월 5일 - 배우 이영하.
- 3월 21일 - 가수 조용필.
- 5월 13일 - 성우 엄주환.
- 6월 10일 - 배우 김동현.
- 6월 25일 - 성우 기연호.
- 7월 3일 - 정치인 정동채.
- 7월 16일 - 국회의원 이완구.
- 7월 27일 - 성우 이인성.
- 7월 28일 - 방송인 임성훈.
- 9월 16일 - 성우 손정아.
- 9월 20일 - 가수 이정선.
- 10월 8일 - 성우 홍승옥.
- 10월 13일 - 배우 이소베 츠토무.
- 11월 5일 - 국회의원, 국회의장 정세균.
- 12월 1일 - 작곡가 빅현진
- 12월 11일 - 성우 나수란.
- 12월 13일 - 전 야구 선수, 현 야구 감독 송일수.
- 12월 27일 - 전 야구 선수 장명부.

## 사망
- 6월 11일 - 한국의 소설가 채만식.
- 7월 27일 - 대한민국의 군인(초대 육군참모총장) 채병덕.
- 9월 - 김병조, 한국의 독립운동가.
- 9월 29일 - 대한민국의 시인 김영랑.
- 10월 15일 - 한국의 독립운동가 조만식.
- 10월 25일 - 한국의 소설가 이광수.
- 12월 10일 - 대한제국의 독립운동가 김규식.
- 12월 20일 - 대한민국의 기업가 박승직.

## 같이 보기
- 1950년 대한민국의 영화 목록